# Lars Nilsson (konstnär)

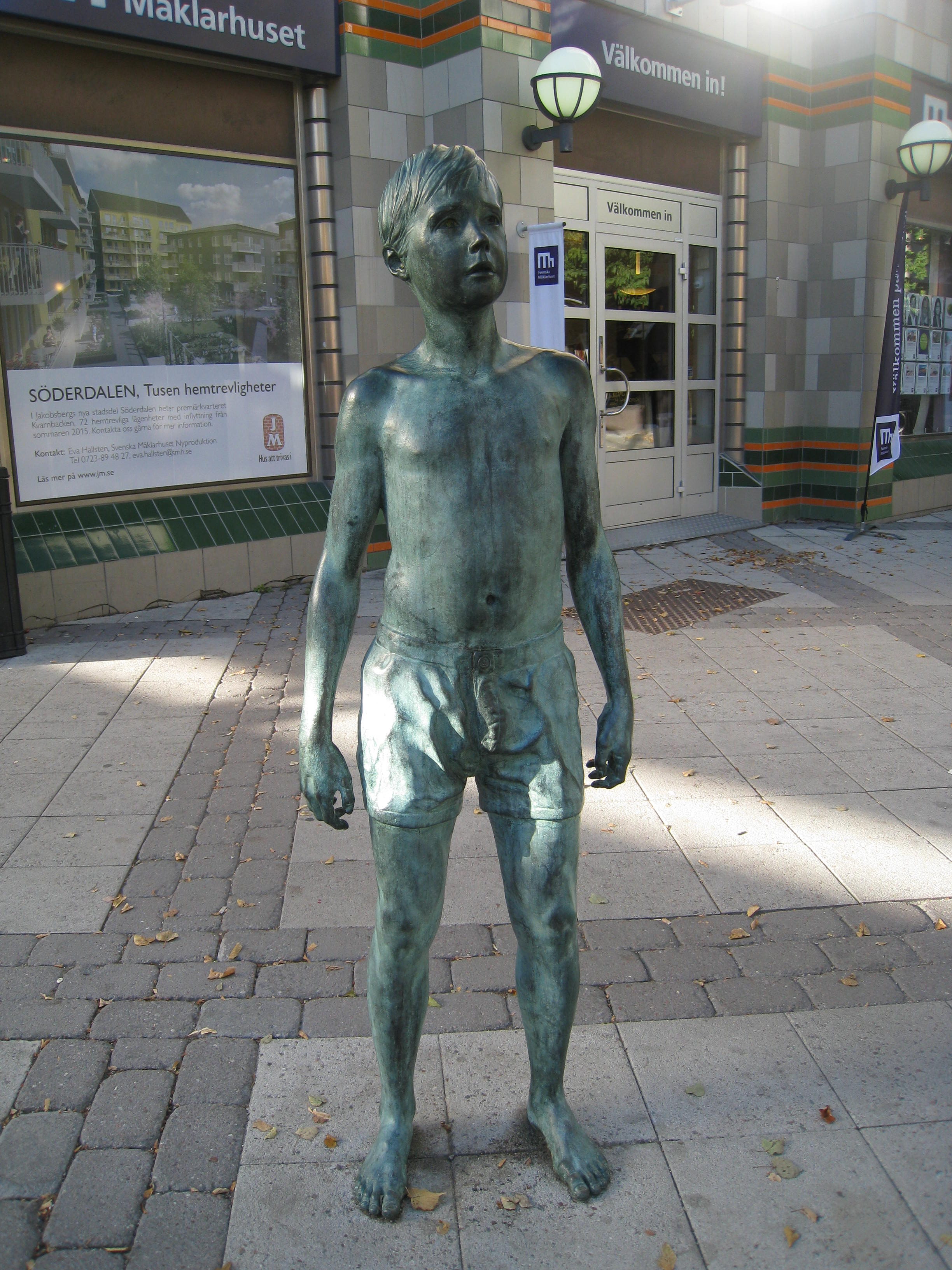
Bronsskulpturen Pojken på Riddarplatsen i Jakobsbergs Centrum. Skulpturen donerades 2013 till Järfälla kommun av HSB Norra Stor-Stockholm. Skulpturen invigdes på plats den 23 maj 2013.

Lars Nilsson, född 1956 i Stockholm, är en svensk konstnär.
Lars Nilsson arbetar med foto, video och skulptur, och hans verk har ofta kretsat kring sexualitet, något som han blivit hyllad för samtidigt som det provocerat och väckt anstöt.
Lars Nilsson fick år 2003 Moderna Museets Vänners skulpturpris - K. A. Linds hederspris. Han blev ledamot av Konstakademien 2015. Nilsson finns representerad vid Göteborgs konstmuseum, Moderna museet, Norrköpings konstmuseum och Kalmar konstmuseum.

## Separatutställningar i urval
- 2011 The age of innocence, Milliken gallery, Stockholm
- 2009 Ruins, Milliken Gallery, Stockholm
- 2005 Midway on our life’s journey – 2, - A whiter shade of pale, Schloss Agathenburg, Hamburg
- 2005 Installation av In Orgia, Moderna museet, Stockholm
- 2004 I Orgien, X-rummet, Statens Museum for Kunst, Köpenhamn
- 2003 Game is over, Palais de Tokyo, Paris
- 2003 Midway on our life's journey I found myself in dark woods... Magasin 3 Stockholm Konsthall, Stockholm
- 2001 Projectroom,Victoria Miro Gallery, London
- 2000 Game is over, Daks/Simpson, London
- 2000 The house angel, INOVA, Institute of Visual Arts, Milwaukee